# جغد سفیدرخ شمالی
جغد سفیدرخ شمالی (نام علمی: Ptilopsis leucotis) نام یک گونه از تیره جغدان راستین است.